# Falkirk
För kommunen, se Falkirk (kommun).
Falkirk (skotsk gaeliska: An Eaglais Bhreac, lågskotska: The Fawkirk) är en stad i centrala Skottland, belägen mellan Edinburgh och Glasgow. Centralorten har cirka 35 000 invånare, tätorten (inklusive fjorton andra orter som är sammanväxta med Falkirk, bland annat Grangemouth) cirka 100 000 invånare, och lite mer än 150 000 invånare bor i hela kommunen.

## Geografi
Falkirk ligger i ett kuperat landskap i de skotska lågländerna, strax sydväst om viken Firth of Forth, mellan Edinburgh och Glasgow. Norr om staden rinner floden Carron, vars bifloder East Burn och West Burn rinner genom Falkirk mot Carrons flodslätt.

## Historia
Platsen utgjorde under mitten av 100-talet e.Kr. en del av den norra gränsen (Limes) för Romarriket. Antoninus mur, uppförd år 142 e.Kr. på order av den romerske kejsaren Antoninus Pius, hade sin östra ände vid Firth of Forth öster om staden och lämningar av muren finns idag fortfarande synliga i Callendar Park. 
Staden har sitt namn efter den medeltida kyrka, grundlagd omkring 600-talet, som ursprungligen stod på platsen för den nuvarande gamla församlingskyrkan i staden. På brittiska kallades orten Ecclesbrith, "den spräckliga kyrkan", vilket på skotsk gaeliska blev An Eaglais Bhreac, lågskotska The Fawkirk och engelska Falkirk. Namnet tros komma av att kyrkan byggdes med stenblock i olika färg. Även det latinska namnet, Varia Capella, har samma betydelse.
Två slag i den brittiska historien har utkämpats vid Falkirk: slaget vid Falkirk 1298, då Edvard I:s engelska armé besegrade William Wallace skotska armé, och slaget vid Falkirk Muir 1745 under det andra jakobitiska upproret, då "Bonnie Prince Charlie", Karl Edvard Stuarts skotska upprorsmän besegrade engelska lojalisttrupper.
Staden industrialiserades tidigt med en betydande järngjutningsindustri under mitten av 1700-talet. Kanalerna Forth and Clyde Canal, öppnad 1790, och Union Canal, öppnad 1822, anlades för att transportera varor till hamnarna i Glasgow respektive Edinburgh, och på 1830-talet fick orten även järnvägsanslutning. Det centrala läget mellan de större städerna i Skottland bidrog till stadens tillväxt som industristad.

## Kultur och sevärdheter

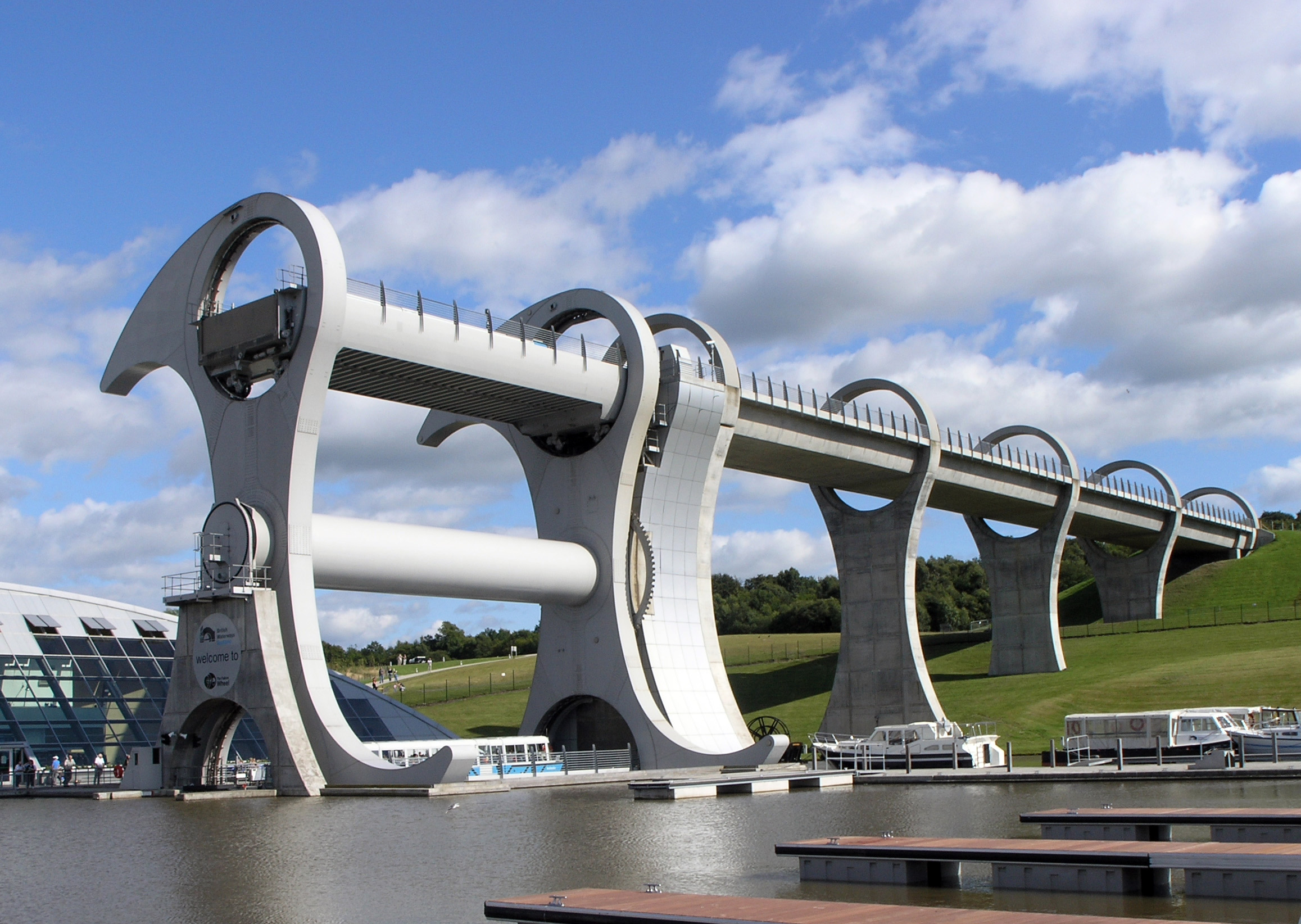
Falkirkhjulet

Staden är känd för Falkirkhjulet, en modern båtlyft invigd 2002 som sammanbinder Forth and Clyde Canal med Union Canal. I staden ligger också slottet Callendar House, påbörjat på 1300-talet, som idag är historiskt museum.

### Sport i Falkirk
Stadens framgångsrikaste fotbollsklubb är Falkirk FC, som har Falkirk Stadium som hemmaarena.

## Kommunikationer
Staden ligger vid motorvägarna M9 som förbinder staden i nordlig och östlig riktning, och M876 västerut. Falkirk har två järnvägsstationer: Falkirk High på huvudlinjen Glasgow-Edinburgh, med förbindelser i 15-minuterstakt i båda riktningarna, samt Falkirk Grahamston på linjen Edinburgh-Dunblane, där även dagliga förbindelser mot London, dagtåg mot King's Cross och nattåg mot Euston station, stannar.
De närmaste internationella flygplatserna finns i Glasgow och Edinburgh.

## Personer från Falkirk
- John Aitken, fysiker och meteorolog
- Barbii Bucxxx, modell och porrskådespelare
- Colin Campbell, skådespelare och regissör
- David Weir, fotbollsspelare

## Vänorter
- Frankrike: Créteil och Quimper
- Tyskland: Odenwaldkreis
- USA: San Rafael, Kalifornien